# 藤重博貴
藤重 博貴（ふじしげ ひろき）は、NHKのアナウンサー。

## 人物
山口県岩国市出身。東京大学文学部卒業後、2014年入局。初任地は秋田放送局。2018年7月に北九州放送局、2022年4月に東京アナウンス室へ異動。

### 嗜好・挿話
- 2013年度東京大学卒業式において文学部総代を務めた。
- モットーは「人生で起こることは全て必然である」[1]。
- 趣味は映画鑑賞であり、特に加山雄三と植木等が出演しているものが好き。前者に関しては、高校2年生の時分に加山が山口県山陽小野田市を訪れた際一緒に写真を撮ることができ生涯忘れられない思い出になった[1]。
- 大学時代は中国語を専攻していたため、公私ともに中国との縁ができ、一つの視点ができたと感じている[4]。好きな食べ物の中にも、油条を挙げている[1]。
- NHKの国際放送（中国語）では中国語でリポートやナレーションなどを行うニュース企画「博闻广见」[5]を担当している。
- 防災士として防災企画の制作も行う[6]。

## 担当番組
☆印は現在出演（担当）中。
秋田放送局時代（2014年度 - 2018年7月）
- 秋田県のニュース・中継・リポート等
- ニュースこまち（不定期・高橋篤史のキャスター代行など）
- おはよう秋田
- 今日は一日"加山雄三"三昧（2015年8月15日）今日は一日○○三昧　[7]

北九州放送局時代（2018年7月 - 2021年度）
- ニュースブリッジ北九州（キャスター：鈴木聡彦と隔週、2020年3月30日 - 2022年3月25日）[8]
- ニュース845北九州
- きたきゅーラジオ[9]
- ラジオ特集「虐待された少女たちの"その後"」（2019年9月23日）（令和2年度文化庁芸術祭ラジオ部門優秀賞）[10][11][12]
- NHKジャーナル（2019年7月16日）[13]（2020年7月14日）[14]（2021年9月14日）[15]
- 開局90年 北九州スペシャル「僕がいま、伝えたいこと～イラストレーター・黒田征太郎さん～」（2022年2月25日）（NHK北九州開局90年記念特別番組）[16]
- 三宅民夫のマイあさ!（8時台）（2021年3月4日）[17]　（2021年12月14日）[18]
  - 『地域発 震災インタビュー「常に避難者の相談相手でありたい」』インタビューアー
  - 『人権インタビュー「ネットの“デマ”を許さない」』インタビューアー

東京アナウンス室時代（2022年度 - ）
- ニュースウオッチ9（リポーター：2022年4月4日 - 2024年3月29日）
  - 田中正良が現地取材による代理キャスター（2024年2月20日 - 21日）
  - 小澤康喬のニュースリーダー（2024年3月28日）
- NHK-WORLD JAPAN（中国語）
- 日曜午前5時、午前6時台の定時ニュース（不定期）
  - 早朝担当の場合、NHKニュースおはよう日本のニュースリーダーを業務。
- NHKニュースおはよう日本
  - リポーター：2024年4月1日 - 2025年3月22日）
  - 井上二郎の代理キャスター（2024年8月3日）
- 国際報道2025（BS1）（サブキャスター：2025年3月31日 - ）